# Jack $hirak
Julien Willemsen, artiestennaam Jack $hirak en Jack Chiraq (Rotterdam, 15 oktober 1993), is een Nederlands muziekproducent en DJ. Hij produceerde een groot deel van het album New Wave (2015) waaronder "Drank & Drugs" van Lil' Kleine en Ronnie Flex, dat de nummer 1-positie in de Nederlandse Top 40 behaalde. Het album was tevens goed voor de Popprijs 2015 en won tijdens de Edisons 2016 in de categorieën Hip Hop en Album. Verder produceert hij voor artiesten als Ali B, Boef, Josylvio en Broederliefde.

## Biografie
Willemsen had een Franse moeder en werd thuis Franstalig opgevoed. Vanaf zijn zesde kreeg hij zes jaar lang klassiek pianoles en studeerde composities van o.a. Erik Satie en Yann Tiersen. Toen hij rond 13/14 jaar oud was, ging hij naar de Popschool Ommoord in Rotterdam. Daarnaast leerde hij loops monteren en beats ontwikkelen, mede door mee te kijken met Nouveau Riche-producer Boaz de Jong.
Hij groeide op aan het nette Paradijsselpark in Capelle aan den IJssel, maar was vooral op straat te vinden van een naburige achterstandswijk. Al op jonge leeftijd blowde hij soms wel twintig joints op een dag; hij verborg zo ook de emoties toen zijn moeder overleed. Ondertussen maakte hij de popschool niet af, en daarna evenmin het vwo, de Zadkine-popacademie en de muziekschool Albeda. De overmaat aan drugs resulteerde in een psychose waarna Willemsen nog jarenlang last had van paniekaanvallen, hoewel hij acuut was gestopt met blowen. Ironisch genoeg werd uitgerekend het nummer Drank & drugs zijn eerste grote succes.
Willemsens initiële artiestennaam Jack Chiraq verwees naar de muziekscene Chirac uit Chicago, een stijl die zijn eerste producties kenmerkte. Om associaties met de Franse president Jacques Chirac te verminderen wijzigde hij later enkele letters in zijn alias.
Begin 2015 werkte Willemsen mee aan de sessies van Top Notch op Schiermonnikoog, waar in tien dagen tijd het album New Wave werd gemaakt. Als collectief werd New Wave dat jaar bekroond met de Popprijs tijdens Noorderslag. Het leeuwendeel van de nummers werd door hem geproduceerd. Het album bereikte meerdere malen de status van platina, terwijl ook afzonderlijke nummers goed waren voor goud of platina.
De volgende jaren werkte Willemsen mee aan de doorbraak van Naaz en de comeback van Negativ en Ali B. Onder het SPEC management van die laatste profileert hij zich sinds begin 2018 als een artiest met een liveshow en de release van verschillende singles als Miljonair, die 4 weken de hoogste positie bekleedde in de Nederlandse Single Top 100.
Begin 2020 lanceerde Willemsen in samenwerking met Top notch zijn eigen platenlabel; Maison $hirak huisvest artiesten als Jantje en Lens. Onder Maison $hirak brengt Willemsen eind 2021 zijn debuutalbum Talou uit, met gastbijdrages van o.a. Boef, Lil Kleine en Ronnie Flex. Met single UHUH bereikt hij opnieuw de nummer één positie in de Single Top 100.

## Prijzen
| Jaar | Prijs    | Categorie          | Uitslag  |
| ---- | -------- | ------------------ | -------- |
| 2016 | Popprijs | 2016               | Gewonnen |
| 2016 | Edison   | Hip Hop            | Gewonnen |
| 2016 | Edison   | Album van het jaar |          |
| 2018 | MTV EMA  | Best Dutch Act     | Gewonnen |
| 2018 | MTV EMA  | Best Worldwide Act | Gewonnen |